# Domingo Tarasconi
Domingo Tarasconi (Buenos Aires, 20 december 1903 – aldaar, 3 juli 1991) was een Argentijnse voetballer. Hij speelde het grootste deel van zijn carrière voor Boca Juniors. 
Hij werd topschutter in 1922, 1923, 1924, 1927 en 1934.